# Patrick Corbin
Patrick A. Corbin (ur. 19 lipca 1989) – amerykański baseballista występujący na pozycji miotacza w Washington Nationals.

## Przebieg kariery

### Arizona Diamondbacks
Corbin został wybrany w 2009 w drugiej rundzie draftu przez Los Angeles Angels of Anaheim, zaś rok później w ramach wymiany zawodników przeszedł do Arizona Diamondbacks. W MiLB rozegrał w sumie 80 meczów, z czego 79 jako starting pitcher. W Major League Baseball zadebiutował 30 kwietnia 2012 w meczu przeciwko Miami Marlins, zaliczając pierwsze w karierze zwycięstwo.
W maju 2013 został wybrany najlepszym miotaczem miesiąca w National League. 16 lipca 2013 po raz pierwszy wystąpił w All-Star Game, w którym zaliczył porażkę. 15 marca 2014 w meczu z Cleveland Indians rozegranym w ramach spring training, odniósł kontuzję łokcia i zmuszony był przejść operację Tommy'ego Johna co wykluczyło go z gry do końca sezonu 2014.

### Washington Nationals
7 grudnia 2018 podpisał sześcioletni kontrakt z Washington Nationals. W 2019 w siódmym meczu World Series, w których Nationals mierzyli się z Houston Astros zanotował wygraną, rozgywając jako reliever trzy zmiany, nie tracąc żadnego punktu.

## Nagrody i wyróżnienia
| Nagroda/wyróżnienie      | Lata       | Źródło |
| 2× All-Star              | 2013, 2018 | [ 5 ]  |
| Zwycięzca w World Series | 2019       | [ 8 ]  |